# Blepephaeus variegatus
Blepephaeus variegatus là một loài bọ cánh cứng trong họ Cerambycidae.